# Obernberg am Brenner
Obernberg am Brenner település Ausztriában, Tirolban az Innsbrucki járásban található. Területe 38,66 km², lakosainak száma 362 fő, népsűrűsége pedig 9,4 fő/km² (2014. január 1-jén). A település 1380 méteres tengerszint feletti magasságban helyezkedik el.
A település részei: 
- Leite,
- Außertal,
- Innertal,
- Gereit,
- Eben,
- Frade és
- Obernberger See.

## Fordítás
- Ez a szócikk részben vagy egészben  az   Obernberg am Brenner című angol Wikipédia-szócikk ezen változatának fordításán alapul.  Az eredeti cikk szerkesztőit annak laptörténete sorolja fel. Ez a jelzés csupán a megfogalmazás eredetét és a szerzői jogokat jelzi, nem szolgál a cikkben szereplő információk forrásmegjelöléseként.